# Liste der Monuments historiques in Arconcey
Die Liste der Monuments historiques in Arconcey führt die Monuments historiques in der französischen Gemeinde Arconcey auf.

## Liste der Immobilien
| Bezeichnung                    | Beschreibung           | Standort                 | Kennzeichnung | Schutzstatus | Datum | Bild           |
| ------------------------------ | ---------------------- | ------------------------ | ------------- | ------------ | ----- | -------------- |
| Kirche Assomption-de-la-Vierge | ab dem 12. Jahrhundert | Place de l’Eglise (Lage) | PA00112061    | Inscrit      | 1925  | weitere Bilder |

## Liste der Objekte
| Bezeichnung                                        | Beschreibung                             | Standort                                     | Kennzeichnung | Schutzstatus | Datum | Bild |
| -------------------------------------------------- | ---------------------------------------- | -------------------------------------------- | ------------- | ------------ | ----- | ---- |
| Sakristeitür                                       | Holz, zweite Hälfte des 15. Jahrhunderts | in der Kirche Assomption-de-la-Vierge (Lage) | PM21000051    | Classé       | 1944  |      |
| Skulptur Heiliger Antonius der Große               | Holz, farbig gefasst, 16. Jahrhundert    | in der Kirche Assomption-de-la-Vierge (Lage) | PM21000052    | Classé       | 1944  |      |
| Kirchenfenster Kreuzigungsgruppe mit zwei Stiftern | Glas, Blei, 16. Jahrhundert              | in der Kirche Assomption-de-la-Vierge (Lage) | PM21003289    | Classé       | 1913  |      |